# Synagoge Massenbachhausen

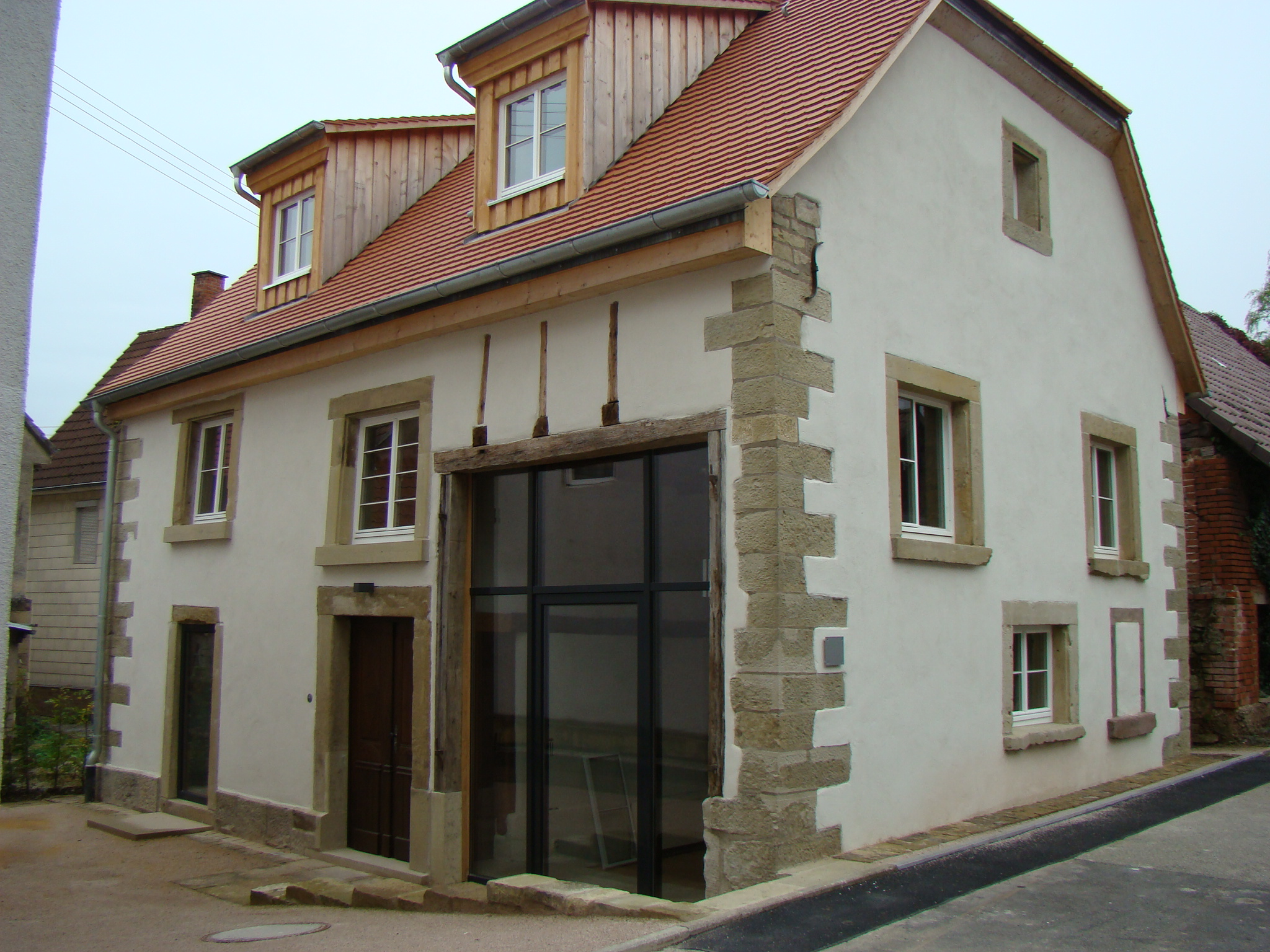
Die ehemalige Synagoge in Massenbachhausen im Jahr 2009

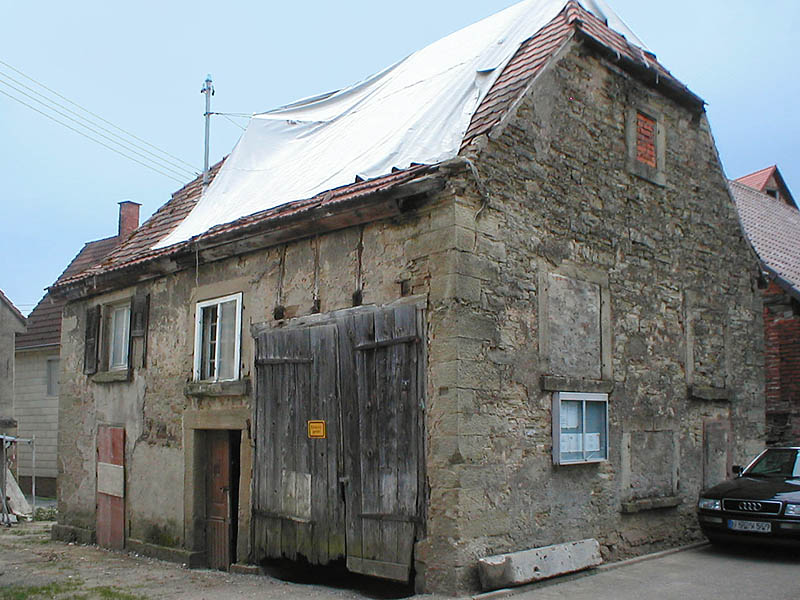
Zustand des Gebäudes vor der Sanierung (Juli 2007)

Die Synagoge in Massenbachhausen im Landkreis Heilbronn im nördlichen Baden-Württemberg wurde 1826 von der Jüdischen Gemeinde Massenbachhausen erbaut. Das Haus wurde 1872 im Zuge der Auflösung der jüdischen Gemeinde an privat verkauft und danach lange Zeit als Wohnhaus genutzt.

## Geschichte
Eine alte Synagoge in Massenbachhausen ist bereits im 18. Jahrhundert belegt. 1826 errichtete die Gemeinde eine kleine neue Synagoge beim Seegraben (heute: Gartenstraße 3). Das Gebäude enthielt in seiner Osthälfte einen zweigeschossigen Synagogensaal mit Frauenempore, auf der Westseite war eine bescheidene Zweiraumwohnung für den Vorbeter. 1832 wurde Massenbachhausen Sitz der israelitischen Religionsgemeinde, die die Jüdische Gemeinde Massenbach und die Jüdische Gemeinde Bonfeld als Filialen erhielt, wo jedoch eigene Synagogenräumlichkeiten bestanden, in denen Gottesdienste abgehalten wurden. Da sich nach 1850 eine starke Ab- und Auswanderung unter den Massenbachhausener Juden ereignete, wurde 1860 der Sitz der Religionsgemeinschaft ins benachbarte Massenbach verlegt und die Massenbachhausener Synagoge 1872 an privat verkauft. Das Gebäude wurde zum Wohnstallhaus umgebaut, wodurch sich zahlreiche bauliche Veränderungen ergaben, u. a. wurden Wände versetzt, eine Zwischendecke eingezogen, eine Stalltür eingebrochen und Ähnliches. 1876 wurde in dem Gebäude der spätere Franziskanerpater Firminus Wickenhäuser geboren. 
Nach über 100-jähriger Nutzung als Wohnhaus war das Gebäude stark sanierungsbedürftig. Es wird (Stand Herbst 2009) seit längerer Zeit saniert und soll zu einem Heimatmuseum umgestaltet werden. Während der Sanierung fand im Jahr 2007 eine bauhistorische Untersuchung durch das Denkmalamt statt.